# Abono Fútbol
Abono Fútbol fue un canal de televisión español de pago, propiedad de Telefónica y enfocado a operadores ajenos a Movistar+. El canal, que emite una programación similar a Canal+ Liga, retransmite ocho partidos por jornada del Campeonato Nacional de Liga de Primera División, y 44 partidos desde los dieciseisavos hasta cuartos de final, de la Copa de SM el Rey.
El canal, junto al canal prémium Abono Fútbol 1, el cual emitía simultáneamente con Canal+ Partidazo el partido más interesante de cada jornada, tanto de la Liga BBVA como el de la Copa de S.M. el Rey. Se encontraba disponible en Orange TV, Vodafone TV y Telecable.

## Programación 2015/16

### Competiciones
| Campeonato        | Partidos por jornada o ronda                          |
| ----------------- | ----------------------------------------------------- |
| Primera División  | 8/10 (Jornada)                                        |
| Copa de SM el Rey | 28/32 (dieciseisavos), 12/16 (octavos), 4/8 (cuartos) |